# 和泉市消防本部
和泉市消防本部（いずみししょうぼうほんぶ）は、大阪府和泉市の消防部局（消防本部）。管轄区域は和泉市全域。

## 概要
- 消防本部：和泉市一条院町140-2
- 管内面積：84.99km2
- 職員定数：145人
- 消防署1カ所、分署1カ所、出張所3カ所
- 主力機械（2007年4月1日現在）
  - 普通消防ポンプ自動車：5
  - 水槽付消防ポンプ自動車：1
  - はしご付消防自動車：3
  - 化学消防自動車：1
  - 高規格救急自動車：5
  - 救助工作車：1
  - 指揮車：2
  - 小型動力ポンプ付水槽車：1
  - その他：6

## 沿革
- 1948年3月　和泉町消防本部・和泉町消防署を設置する。
- 1955年7月　消防本部・消防署庁舎が竣工する。
- 1956年9月　市制施行に伴い、和泉市消防本部・和泉市消防署に改称する。
- 1961年9月　松尾連絡所を開設する。
- 1961年12月　池田連絡所を開設する。
- 1963年12月　救急業務を開始する。
- 1965年12月　連絡所を出張所に改称する。
- 1969年8月　屈折はしご付消防自動車（いすゞ・TX）を配備する。
- 1970年4月　救急自動車のサイレンを電子音（ピーポーサイレン）に取り替える。
- 1973年2月　消防本部・消防署新庁舎（現庁舎）が竣工する。府中出張所を開設する。
- 1973年7月　旭出張所を開設する。
- 1973年12月　40m級はしご付消防自動車（三菱ふそう・K201）を配備する。
- 1978年3月　化学消防自動車（三菱ふそう・FK）を配備する。
- 1978年10月　救助工作車（三菱ふそう・FK）を配備する。
- 1985年3月　屈折はしご付消防自動車（三菱ふそう・ザ・グレート）を更新する。
- 1990年4月　池田出張所が分署に昇格。池田分署で救急業務を開始。救助工作車（いすゞ・エルフ）も配備する。
- 1995年2月　高規格救急自動車（トヨタ・ハイメディック）を本署に配備する。
- 1995年3月　40m級はしご付き消防自動車（三菱ふそう・ザ・グレート）を更新する。
- 1996年3月　救助工作車（三菱ふそう・ファイター）を更新する。
- 1997年4月　高規格救急自動車（トヨタ・ハイメディック）を池田分署に配備する。
- 1998年3月　水槽車（三菱ふそう・ファイター）を配備する。
- 2000年4月　消防本部公式Webサイトを開設する。
- 2007年3月　屈折はしご付消防自動車を15m級はしご付消防自動車（三菱ふそう・ファイター）に更新する。
- 2012年3月　救助工作車（日野・レンジャー）を更新する。

## 組織
- 本部 - 総務課、予防課、警備課、消防団事務課
- 消防署

## 消防署
| 消防署       | 住所          | 分署              | 出張所                                              |
| ------------ | ------------- | ----------------- | --------------------------------------------------- |
| 和泉市消防署 | 一条院町140-2 | 池田：納花町325-3 | 松尾：松尾寺町138-2 府中：府中町6-12-2 旭：幸1-8-40 |